# 本标
本标，另译本漂或崩啤悠，是缅甸馬圭省敏巫縣本标镇区下辖的一个镇，也是该镇区的治所。该镇的育瓦凯村中学是中国驻缅甸大使馆援建的第二所“中缅友谊学校”。
1. 1 2  . 中国驻缅甸大使馆官网. 2016-11-07  [2025-01-11]. （原始内容存档于2025-01-20） （中文（中国大陆））.